# Michael Houghton
Michael Houghton (n. 1949, Londra, Anglia, Regatul Unit) este un cercetător britanic, co-descoperitor al hepatitei C în 1989. Este laureat al Premiului Nobel pentru Fiziologie sau Medicină 2020, împreună cu Harvey J. Alter și Charles M. Rice. Motivația Comitetului Nobel: „pentru descoperirea virusului hepatitei C”.